# Parián de Aguascalientes
El parián de Aguascalientes, México, es un edificio emblemático del Estado, en torno al cual se ha desarrollado gran parte de la historia del mismo, éste se encuentra ubicado en el centro de la ciudad a una cuadra de la plaza de la patria. Desde su creación ha sido demolido y vuelto a construir en dos ocasiones y su historia se remonta al siglo XIX, cuando fue creado con motivo de la celebración de la feria.

## El primer parián

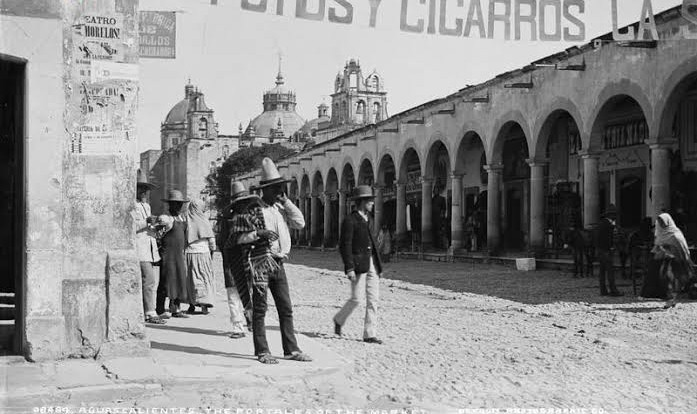

El conocido como primer parían se construyó a finales del año de 1827, con motivo de la celebración de la feria de San Marcos, aunque en esas fechas la feria aún no recibía ese nombre, la que por permiso del gobierno de Zacatecas se celebraría anualmente, siendo su primera edición del 20 de octubre al 20 de noviembre de 1828 en los alrededores del recinto reseñado, por lo que se decidió que era necesaria su construcción. Se escogió un terreno que se encontraba ubicado enfrente del templo de San Diego, el que está ubicado en la calle de Rivero y Gutiérrez del Centro Histórico de la Ciudad.
Por falta de recursos para su construcción, se buscó el apoyo de don Anastasio Terán, quien aportó en préstamo a plazo de tres años la cantidad de 800 pesos. Iniciada la construcción, surgieron varios problemas, entre los que se cuenta que el cura Mariano Estrada, quien en esos años era el encargado del templo de San Diego, alegaba ser el dueño del predio, impidiendo continuar la construcción, aunque en los archivos municipales estaba asentado que el finado don Pablo de la Rosa había donado el terreno al ayuntamiento, siendo este último el propietario legítimo, no obstante lo anterior, surge un nuevo problema, ya que don Pablo había donado el terreno poniendo la condición de que se construyera en él una plaza pública, los hijos del finado al enterarse de que no se llevaría a cabo la voluntad de su padre amenazaron disputar en juicio el terreno, pero 300 pesos fueron suficientes para hacerlos olvidar sus amenazas.
Ya en plena construcción, se agotaron los recursos, por lo que se tuvo que recurrir a un nuevo préstamo de don Anastasio Terán, en esta ocasión se le pidió prestada la cantidad de 2,700 pesos y así se terminaría de construir listo para recibir la fiesta que se celebraría en noviembre de 1828, y desde ese año la feria se celebraba anualmente bajo sus pasillos, consolidándose como la mejor feria del país, compitiendo con la de Acapulco, San Juan de los Lagos y Jalapa, no obstante, la feria de San Marcos cambia su lugar de celebración en 1848 a las afueras del jardín de San Marcos, igualmente su fecha fue cambiada del mes de noviembre al de abril para coincidir con la celebración patronal de dicho santo. En 1863 el bandolero Juan Chávez incendió gran parte del parián.

## Segundo parián
En la década de 1950, Luis Ortega Douglas lo demuele y construye lo que se conocería como el segundo parián, inaugurándolo el 20 de noviembre de 1952.

## Tercer parián

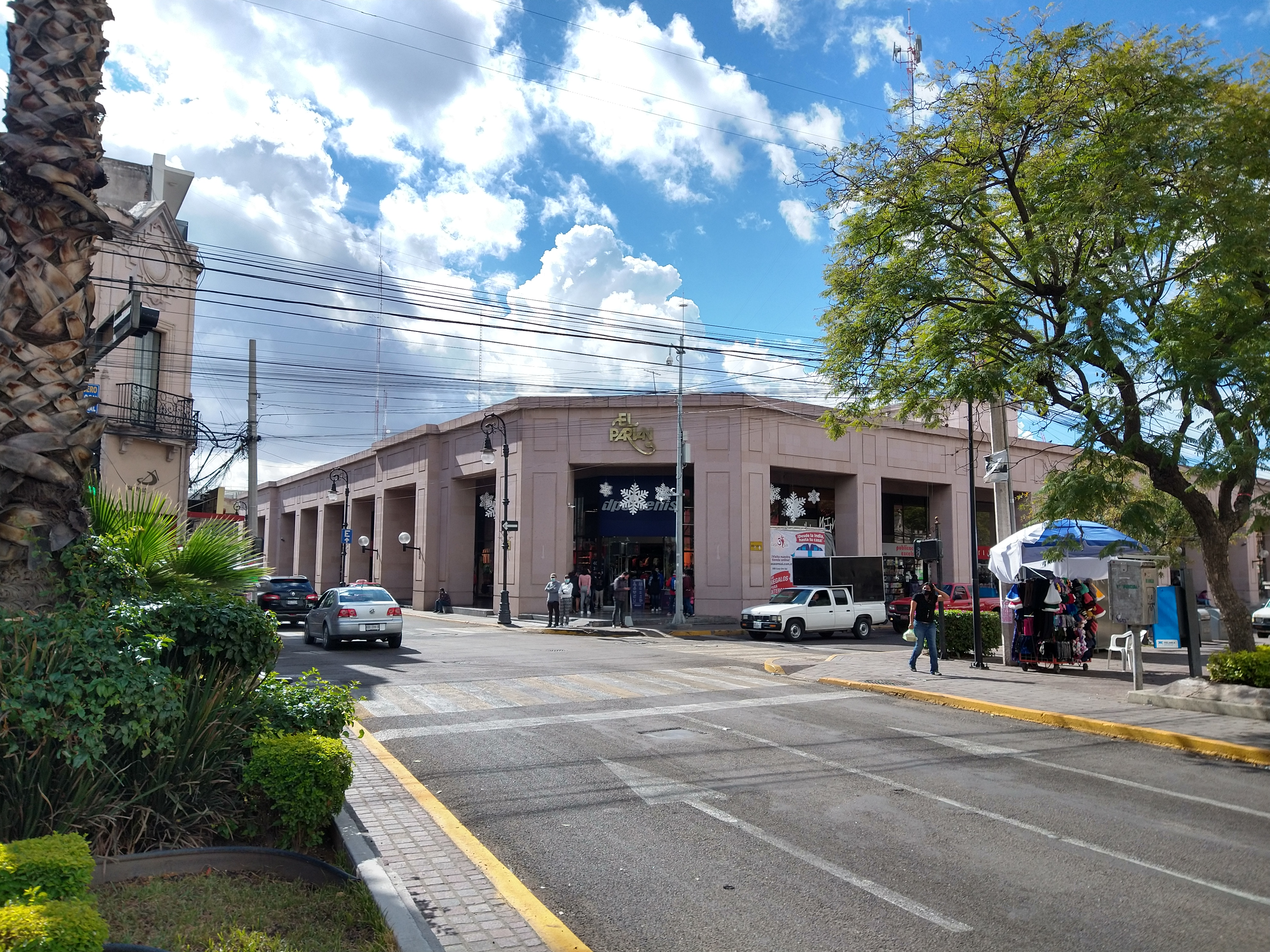

En el año de 1982 el gobernador del Estado, Lic. Rodolfo Landeros Gallegos lo manda reconstruir, no quedando nuevamente terminado sino hasta el año de 1985, conservando este aspecto hasta el día de hoy.
- Datos: Q6061756